# Megachile varipes
Megachile varipes är en biart som beskrevs av Joseph Vachal 1908. Megachile varipes ingår i släktet tapetserarbin, och familjen buksamlarbin. Inga underarter finns listade i Catalogue of Life.